# Lijst van burgemeesters van Gorinchem
Dit is een lijst van burgemeesters van de Nederlandse gemeente Gorinchem (Gorkum) in de provincie Zuid-Holland.
Voor 1795 werden in Gorinchem elk jaar twee à drie burgemeesters benoemd, waarvan de functie valt te vergelijken met de huidige wethouders. Tot 1795 kende Gorinchem tevens een schout die zorg droeg voor de openbare orde, en een drossaard die het gezag van de Staten van Holland vertegenwoordigde.
In de jaren 1795-1808 kende Gorinchem geen burgemeester, maar wel het ambt van hoofdofficier.
In de periode 1816-1824 kende Gorinchem een roulerend burgemeesterschap, met een presiderend burgemeester en een eerste en tweede opvolger. Ieder jaar werd de eerste opvolger de nieuwe presiderend burgemeester. Dit verklaart de vele burgemeesterswisselingen in genoemde periode. In januari 1824 werden de reglementen voor diverse stadsgemeenten in Nederland veranderd, waarna het roulerend burgemeesterschap verviel: voortaan kende Gorinchem één burgemeester, bijgestaan door twee wethouders. 
| Ambtsperiode                             | Naam burgemeester | Partij of stroming            | Bijzonderheden                                   |
| ---------------------------------------- | --- | ----------------------------- | ------------------------------------------------ |
| 1781                                     | Jacobus van Velzen |                               |                                                  |
| 1781                                     | Abraham van Cruyskerken |                               |                                                  |
| 1781, 1782, 1786, 1787, 1790, 1791, 1795 | Abraham van Bleijswijk |                               |                                                  |
| 1782, 1785, 1786                         | Adriaan van Cruyskerken |                               |                                                  |
| 1782, 1783                               | Sebastiaan van Nooten |                               |                                                  |
| 1783, 1784, 1787                         | Adriaan Maarten Daey |                               |                                                  |
| 1783, 1784, 1788, 1789, 1793, 1794       | Adriaan Pompe |                               |                                                  |
| 1784, 1785, 1788, 1792, 1793             | Johan Schilthouwer van Hoey |                               |                                                  |
| 1785, 1786, 1790, 1791                   | Dionysus Hendrik van Schuylenburgh |                               |                                                  |
| 1787                                     | Willem Hendrik van Barneveld |                               |                                                  |
| 1788, 1789                               | Theodorus van Diepenbrugge |                               |                                                  |
| 1789, 1790                               | Matthijs Snoeck Huibertsz |                               |                                                  |
| 1791, 1792                               | Jan Ouwens |                               |                                                  |
| 1792, 1793                               | Lambertus van Meerten |                               |                                                  |
| 1794                                     | Simon Petrus Collot d'Escury |                               | Afgetreden wegens benoeming tot drossaard.       |
| 1794, 1795                               | Johan Snoeck |                               | Als vervanging voor Collot d'Escury              |
| 1795                                     | Thomas Dolegius Adriaan Verboom |                               |                                                  |
| 1795-1808 Geen burgemeester              | |                               |                                                  |
| 1795 - 1797                              | Adriaan Goetzee |                               | Hoofdofficier.                                   |
| 1798 - 1808                              | Wessel Boudewijn Cappelhoff |                               | Hoofdofficier.                                   |
| Vanaf 1808                               | |                               |                                                  |
| 4 februari 1808 - november 1808          | Gerard van Lom |                               | Overleden november 1808.                         |
| 31 december 1808 - 8 augustus 1811       | Matthijs Snoeck Huibertz |                               |                                                  |
| 8 augustus 1811 - 10 april 1813          | Jan Willem van der Cruysse van Hoey |                               | Onder de Franse titel maire.                     |
| 10 april 1813 - 2 januari 1816           | P.A. Rauws |                               | Onder de Franse titel maire.                     |
| 2 januari 1816 - 2 januari 1817          | Johan Hubert Gerard van Borcharen |                               | Presiderend burgemeester.                        |
| 2 januari 1817 - 2 januari 1818          | Mr. Abraham van Hoey Jz. |                               | Presiderend burgemeester.                        |
| 2 januari 1818 - 2 januari 1819          | Johan Hendrik Snoeck |                               | Presiderend burgemeester.                        |
| 2 januari 1819 - 22 mei 1819             | Johan Hubert Gerard van Borcharen |                               | Presiderend burgemeester. Overleden 22 mei 1819. |
| 22 mei 1819 - 2 januari 1821             | Mr. Abraham van Hoey Jz. |                               | Presiderend burgemeester.                        |
| 2 januari 1821 - 2 januari 1822          | Bastiaan Moerkerk |                               | Presiderend burgemeester.                        |
| 2 januari 1822 - 2 januari 1823          | Hendrik van Aken |                               | Presiderend burgemeester.                        |
| 2 januari 1823 - 22 december 1842        | Mr. Abraham van Hoey Jz. |                               |                                                  |
| 22 december 1842 - 29 april 1854         | Mr. Abraham Boxman | liberaal                      |                                                  |
| 20 juli 1854 - 1 oktober 1859            | Jhr. Jan Westpalm van Hoorn van Burgh |                               |                                                  |
| 1 november 1859 - 27 maart 1863          | Willem Adriaan Viruly Verbrugge |                               |                                                  |
| 27 maart 1863 - 10 september 1872        | Mr. Willem Wijnaendts |                               |                                                  |
| 10 september 1872 - 1 april 1881         | Abelius Noorderbroek |                               |                                                  |
| 1 april 1881 - 1 april 1895              | Cornelis van Andel |                               |                                                  |
| 1 april 1895 - 10 maart 1915             | Rudolf Floris Carel de Bruijn |                               |                                                  |
| 16 juni 1915 - 1 mei 1927                | Egbertus Gerrit Gaarlandt |                               |                                                  |
| 16 juni 1927 - 1 augustus 1939           | Gauke Kootstra | onafhankelijk vrijzinnig      |                                                  |
| 15 september 1939 - 24 februari 1943     | Mr. Rolly (L.R.J.) ridder van Rappard | onafhankelijk conservatief    |                                                  |
| 15 oktober 1943 - 15 oktober 1944        | Ir. Harm Höltke | NSB                           |                                                  |
| 16 februari 1945 - 5 mei 1945            | Emil Albertus Kolkers | NSB                           |                                                  |
| mei 1945 - 31 augustus 1971              | Mr. Rolly (L.R.J.) ridder van Rappard (eind 1969 was Henri (H.) Scheffer waarnemend burgemeester van Gorinchem ter tijdelijke vervanging van de toen zieke Ridder van Rappard) | PvdA/VVD/LSP/Nederlands Appèl |                                                  |
| 1 september 1971 - 16 januari 1982       | Bert (A.) Schreuder | PvdA                          |                                                  |
| 1 mei 1982 - 16 juli 1990                | Leen (L.) Vleggeert | PvdA                          |                                                  |
| 16 april 1991 - 2 april 2013             | Piet (P.) IJssels | PvdA                          |                                                  |
| 2 april 2013 - 8 juni 2015               | Anton (A.C.) Barske | GroenLinks                    |                                                  |
| 15 juni 2015 - 28 augustus 2017          | Govert (G.) Veldhuijzen | CDA                           | waarnemend burgemeester                          |
| 28 augustus 2017 -                       | Reinie Melissant-Briene | CDA                           |                                                  |

Sinds 2021 wordt ook jaarlijks een kinderburgemeester gekozen. Steeds voor een periode van één jaar. Jaarlijks kunnen kinderen uit groep 7 van de basisschool solliciteren. 
| Periode | Naam kinderburgemeester |
| ------- | ----------------------- |
| 2021    | Samuël Heule            |
| 2022    | Lolia Hammed            |
| 2023    | Cato de Lange           |
| 2024    | Guus Verburg            |